# 聖里塔鎮 (拉里奧哈省)
聖里塔鎮（西班牙語：Villa Santa Rita de Catuna），是阿根廷的城鎮，位於該國西北部拉里奧哈省，是奧坎波將軍縣的首府，距離拉里奧哈190公里，始建於1877年，海拔高度470米，2010年人口1,695。